# كنيسة مار آسيا الحكيم
كنيسة مار آسيا الحكيم هيَ كنيسة سريانية كاثوليكية تقع في حي الجديدة بمدينة حلب في سوريا. تنتمي الكنيسة إلى أبرشية حلب للسريان الكاثوليك، وقد اكتمل بناؤها في عام 1500 ولا تزال قائمة حتى الآن.

## التاريخ
بعد غزو تيمورلنك لمدينة حلب وتدميرها عام 1400، هاجر المسيحيون من المنطقة المسوّرة داخل المدينة، وأنشؤوا حيًّا خاصًا بهم بحلول عام 1420، في الضواحي الشمالية الغربية للمدينة، عُرف باسم حي الجديدة. عادت الغالبية العظمى من المسيحيين إلى حلب بحلول نهاية القرن الخامس عشر. أعاد سكان المدينة من طائفة السريان الكاثوليك تواجدهم في حلب وأعادوا بناء الكنيسة عام 1500 وأطلقوا عليها اسم كاتدرائية سيدة السوريين. أصبحت الكاتدرائية مقر البطريركية السريانية الكاثوليكية بين القرنين السابع عشر والتاسع عشر. ذُكرت الكنيسة في مذكّرات المستكشف الإيطالي بيترو ديلا فالي الذي زار حلب عام 1625.
استمرت الكنيسة في العمل ككاتدرائية رئيسية لأبرشية حلب التابعة للكنيسة السريانية الكاثوليكية، حتى عام 1970 عندما تم افتتاح كاتدرائية سيدة الانتقال الجديدة في الأجزاء الوسطى من مدينة حلب، وبالتالي نُقل مقرّ الأسقف إلى الكاتدرائية المبنية حديثًا. أُعيدت تسمية الكنيسة القديمة باسم مار آسيا الحكيم خلال نفس العام.
يبلغ طول كنيسة مار آسيا الحكيم 32 مترًا وعرضها 16 مترًا.

## ضرر
خلال وجودها، تضررت الكنيسة مرتين: أول كارثة وقعت في أكتوبر 1850 خلال مذبحة المسيحيين في حلب. تضررت الكنيسة للمرة الثانية في تاريخها، خلال الحرب الأهلية السورية عندما دُمِّر الجرس الذي يعود تاريخه إلى عام 1881 بعد أن تعرّض للقصف من قبل تنظيم الجيش الحر في 16 سبتمبر 2012.

## انطر أيضًا
- قائمة الكنائس في حلب

## روابط خارجية
- صورة للضرر الذي لحق بكنيسة مار آسيا الحكيم خلال الحرب الأهلية السورية، فيسبوك
- المطرانية السريانية الكاثوليكية (حلب، سوريا)